# España en la Copa Mundial de Fútbol Sub-20 de 2011
La Selección de España fue uno de los 24 equipos participantes en la Copa Mundial de Fútbol Sub-20 de 2011, torneo que se llevó a cabo entre el 29 y el 20 de agosto de 2011 en Colombia.
En el sorteo realizado el 27 de abril en Cartagena de Indias, la selección española quedó emparejada en el Grupo C junto a Costa Rica, contra quien debutó, Australia y Ecuador.

## Fase de grupos

### Tabla de posiciones
| Equipo     | Pts | PJ | PG | PE | PP | GF | GC | Dif |
| ---------- | --- | -- | -- | -- | -- | -- | -- | --- |
| España     | 9   | 3  | 3  | 0  | 0  | 11 | 2  | 9   |
| Ecuador    | 4   | 3  | 1  | 1  | 1  | 4  | 3  | 1   |
| Costa Rica | 3   | 3  | 1  | 0  | 2  | 4  | 9  | -5  |
| Australia  | 1   | 3  | 0  | 1  | 2  | 4  | 9  | -5  |

## Partidos
| 31 de julio de 2011, 15:00 | Costa Rica | 1:4 (0:1) | España                                         | Estadio Palogrande, Manizales                                       |                                                                     |
|                            | Ruíz 65'   | Reporte   | Rodrigo 14' 48' · Koke 81' · Isco 90+4' (pen.) | Asistencia: 14.434 espectadores Árbitro(s): Darío Ubriaco (Uruguay) | Asistencia: 14.434 espectadores Árbitro(s): Darío Ubriaco (Uruguay) |

| 3 de agosto de 2011, 17:00 | Ecuador | 0:2 (0:0) | España                    | Estadio Palogrande, Manizales             |                                           |
|                            |         | Reporte   | Canales 67' · Vázquez 85' | Árbitro(s): Peter O'Leary (Nueva Zelanda) | Árbitro(s): Peter O'Leary (Nueva Zelanda) |

| 6 de agosto de 2011, 17:00 | Australia | 1:5 (1:5) | España                                               | Estadio Palogrande, Manizales                                      |                                                                    |
|                            | Bulut 27' | Reporte   | Roberto 1' · Vázquez 6' 13' 19' · Canales 31' (pen.) | Asistencia: 14.548 espectadores Árbitro(s): Wilson Seneme (Brasil) | Asistencia: 14.548 espectadores Árbitro(s): Wilson Seneme (Brasil) |

### Octavos de final
| 10 de agosto de 2011, 17:00 | España | 0:0     | Corea del Sur | Estadio Palogrande, Manizales                                            |                                                                          |
|                             |        | Reporte |               | Asistencia: 23.618 espectadores Árbitro(s): Mark Geiger (Estados Unidos) | Asistencia: 23.618 espectadores Árbitro(s): Mark Geiger (Estados Unidos) |

| Tiros desde el punto penal |                           |     |                           |            |
| Tello                      | Acierto de penal          | 1:1 | Acierto de penal          | Seung yong |
| Recio                      | Acierto de penal          | 2:2 | Acierto de penal          | Seung woo  |
| Koke                       | Fallo de penal (desviado) | 2:2 | Fallo de penal (atajado)  | Ki je      |
| Vázquez                    | Acierto de penal          | 3:3 | Acierto de penal          | Jin su     |
| Isco                       | Acierto de penal          | 4:4 | Acierto de penal          | Hyun soo   |
| Bartra                     | Acierto de penal          | 5:5 | Acierto de penal          | Sang gi    |
| Amat                       | Acierto de penal          | 6:6 | Acierto de penal          | Sung dong  |
| Oriol                      | Acierto de penal          | 7:6 | Fallo de penal (desviado) | Kyung jung |

### Cuartos de final
| 14 de agosto de 2011, 18:00 | Brasil                  | 2:2 (1:1, 1:0) | España                     | Estadio Hernán Ramírez Villegas, Pereira                             |                                                                      |
|                             | Willian 35' · Dudu 100' | Reporte        | Rodrigo 57' · Vázquez 102' | Asistencia: 29.318 espectadores Árbitro(s): Walter López (Guatemala) | Asistencia: 29.318 espectadores Árbitro(s): Walter López (Guatemala) |

| Tiros desde el punto penal |                  |     |                          |         |
| Casimiro                   | Acierto de penal | 1:0 | Fallo de penal (atajado) | Amat    |
| Danilo                     | Acierto de penal | 2:1 | Acierto de penal         | Roberto |
| Henrique                   | Acierto de penal | 3:2 | Acierto de penal         | Bartra  |
| Dudu                       | Acierto de penal | 4:2 | Fallo de penal (atajado) | Vázquez |

## Jugadores
Esta es la lista de los 21 jugadores que disputaron el campeonato. Aitor Fernández tuvo que dejar la concentración a comienzos del mismo debido a una lesión.
| 1     | Alex             | Portero         | Real Zaragoza      |                 |                 |
| 2     | Hugo Mallo       | Defensa         | Celta de Vigo      |                 |                 |
| 3     | Antonio Luna     | Defensa         | Sevilla FC         |                 |                 |
| 4     | Marc Bartra      | Defensa         | FC Barcelona       |                 |                 |
| 5     | Jorge Pulido     | Defensa         | Atlético de Madrid |                 |                 |
| 6     | Oriol Romeu      | Mediocampista   | Barcelona          |                 |                 |
| 7     | Kiko Femenía     | Mediocampista   | Hércules CF        |                 |                 |
| 8     | Recio            | Mediocampista   | Málaga CF          |                 |                 |
| 9     | Rodrigo          | Delantero       | Bolton Wanderers   |                 |                 |
| 10    | Sergio Canales   | Mediocampista   | Real Madrid        |                 |                 |
| 11    | Daniel Pacheco   | Mediocampista   | Liverpool          |                 |                 |
| 12    | Carles Planas    | Defensa         | Barcelona          |                 |                 |
| 13    | Aitor            | Portero         | Athletic           |                 |                 |
| 14    | Jordi Amat       | Defensa         | RCD Español        |                 |                 |
| 15    | Isco             | Defensa         | Málaga CF          |                 |                 |
| 16    | Koke             | Mediocampista   | Atlético de Madrid |                 |                 |
| 17    | Sergi Roberto    | Mediocampista   | Barcelona          |                 |                 |
| 18    | Cristian Tello   | Delantero       | Barcelona          |                 |                 |
| 19    | Ezequiel         | Delantero       | Betis              |                 |                 |
| 20    | Álvaro Vázquez   | Delantero       | RCD Español        |                 |                 |
| 21    | Fernando Pacheco | Portero         | Real Madrid        |                 |                 |
| D. T. | Julen Lopetegui  | Julen Lopetegui | Julen Lopetegui    | Julen Lopetegui | Julen Lopetegui |